# Agente de exterminio masivo
Agente de exterminio masivo son todas las sustancias químicas, biológicas o dispositivos físicos que se usen con expreso fin de exterminar una gran cantidad de sujetos. El término empezó a ser usado después de la Primera Guerra Mundial cuando se usó gas cloro y agentes a base de fosgenos para abatir a soldados tras las líneas.

## Agentes químicos
- Sarin
- Fosgeno
- Cianuro
- Gas mostaza
- Cloro
- Zyklon B

## Agentes microbiológicos
- Virus del Ébola
- Hanta
- Bacillus anthracis

## Dispositivos físicos
- Bomba atómica
- Bomba de neutrones
- Bomba sucia
- Armas nucleares

- Datos: Q5659826